# Laurent Vial
Laurent Vial (ur. 9 września 1959 w Corcelles) – szwajcarski kolarz szosowy, srebrny medalista olimpijski.

## Kariera
Największy sukces w karierze Laurent Vial osiągnął w 1984 roku, kiedy wspólnie z Richardem Trinklerem, Alfredem Achermannem i Benno Wissem zdobył srebrny medal w drużynowej jeździe na czas na igrzyskach olimpijskich w Los Angeles w 1984 roku. Był to jedyny medal wywalczony przez Viala na międzynarodowej imprezie tej rangi oraz jego jedyny start olimpijski. Poza tym jego największym osiągnięciem był trzecie miejsce w klasyfikacji generalnej niemieckiego Berliner Etappenfahrt w 1983 roku. Nigdy nie zdobył medalu na szosowych mistrzostwach świata.